# Lovebugs
Lovebugs ist eine Schweizer Musikgruppe aus Basel, deren Musik stilistisch dem Britpop zuzuordnen ist.

## Bandgeschichte
Ihre Geschichte begann 1992 mit einem Zettel in einem Plattenladen: Drummer gesucht. Es trafen sich Sebastian Hausmann (Bass), Adrian Sieber (Gitarre und Gesang) und Julie Lagger (Schlagzeug).
Adrian schickte die Gruppe darauf zum „Basler Bandcontest“, einem Talentwettbewerb. Die Band benannte sich «Lovebugs» und wurde zur Live-Endausscheidung eingeladen, sie gewannen und durften eine CD produzieren.
Ein Jahr später musste Schlagzeugerin Julie gehen. Sebastian und Adrian nahmen zu zweit die erste CD der Lovebugs namens «Fluff» auf. Gleich darauf stieg der neue Schlagzeuger Simon Ramseier in die Band ein.
1995 ging Lovebugs auf Tour. Nebenbei produzierten sie ihr zweites Album und traten zum ersten Mal im Ausland auf. 1996 erschien das erste Hitparaden-Album «Lovebugs», das dann mit der Single «Fantastic» gleich in die Top 40 einstieg. 1998 kam Gitarrist Thomas Rechberger zur Band dazu.
Im Jahr 2000 produzierte die Band dann das vierte Album «Transatlantic Flight», das den Lovebugs zum Durchbruch verhalf: Das Album stieg in der Schweiz bis auf Platz drei und sorgte für ausverkaufte Konzerthäuser.
Die Band nahm 2001 das fünfte Album «Awaydays» auf und stieg im April auf Nummer eins in die Schweizer Albumcharts ein. Sebastian stieg bei den Lovebugs aus, um sich seinem Glam-Rock-Projekt Fucking Beautiful zu widmen. An seiner Stelle stiessen Florian Senn am Bass und Stefan Wagner am Keyboard zu den Lovebugs.
2003 erschien das Album «13 Songs With a View» und platzierte sich in der Schweizer Album-Hitparade auf Platz 8. Das nächste erfolgreiche Album namens «Naked» wurde unplugged live eingespielt und erschien 2005. Die Scheibe stieg direkt auf Nummer eins der Schweizer Hitparade ein. Die Band arbeitete bei der Vorbereitung dieser CD eng mit dem Musikproduzenten Chris von Rohr zusammen.
Im Juni 2006 veröffentlichten die Lovebugs das Album «In Every Waking Moment», welches ebenfalls auf Platz 1 der Schweizer Album-Hitparade einstieg. Auch die beiden Singles «The Key» (Platz 17) und «Avalon», ein Duett mit Lene Marlin (Platz 10) waren einige Wochen in der Hitparade platziert.
Zu den meistgespielten Liedern gehören «Fantastic», «Angel Heart», «Under My Skin», «Bitter Moon», «Music Makes My World Go Round», «Flavour of the Day», «A Love Like Tides» und «Everybody Knows I Love You».
Danach machten die Lovebugs eine Pause, die Sänger Adrian Sieber zur Umsetzung eines lange geplanten Soloprojekts unter dem Namen Adrian Solo nutzte.
Im Mai 2009 traten die Lovebugs für die Schweiz beim Eurovision Song Contest 2009 mit dem Titelsong ihres aktuellen Albums «The Highest Heights» an, schafften jedoch nicht den Einzug ins Finale, da sie mit 15 erhaltenen Punkten lediglich auf Platz 14 landeten.

## Diskografie

### Alben
- 1994: Fluff
- 1995: Tart
- 1996: Lovebugs
- 1997: Lovebugs (Remixalbum)
- 1999: Live Via Satellite – The Radio X-Session
- 2000: Transatlantic Flight
- 2001: Awaydays
- 2003: 13 Songs with a View
- 2005: Naked (Unplugged)
- 2006: In Every Waking Moment
- 2009: The Highest Heights
- 2009: Only Forever – The Best Of
- 2012: Life Is Today
- 2016: Land Ho!
- 2018: At the Plaza
- 2025: Heartbreak City

### Singles
- 1996: Fantastic
- 1998: Angel Heart
- 1999: Under My Skin
- 2000: Bitter Moon
- 2001: Music Makes My World Go Round
- 2001: Coffee and Cigarettes
- 2002: Flavour of the Day
- 2003: A Love Like Tides
- 2003: ’72
- 2003: The Aftermoon
- 2005: Everybody Knows I Love You
- 2006: The Key
- 2006: Avalon (feat. Lene Marlin)
- 2007: Listen to the Silence
- 2007: Back to Life
- 2009: 21st Century Man
- 2009: The Highest Heights
- 2009: Shine
- 2012: The Letting Go (feat. Sarah Bettens)
- 2012: Truth Is
- 2012: Little Boy (feat. Søren Huss)
- 2016: Land Ho!